# Биз (Северная Осетия)
Биз (осет. Быз) — село в Алагирском районе Республики Северная Осетия-Алания. Входит в состав Унальского сельского поселения.

## Географическое положение
Село расположено на правом берегу реки Ардон, у подножья Скалистого хребта, на узкой надпойменной террасе. Находится в 7 км к северу от центра сельского поселения Нижний Унал, в 16 км к югу от районного центра Алагир и в 52 км к юго-западу от Владикавказа.

## Этимология
Наименование селения связано с именем кабардинского алдара — Бызон, жившего в этих местах.

## История
Современное селение Биз расположено восточнее старого села.
Точная дата основания селения не установлена. Публицист А. С. Бутаев пишет своём сочинении «В горах Осетии» от 1902 года, что Биз ранее принадлежал его предкам и «заселён недавно. Раньше бизцы жили в Мизуре, где сохранились их фамильные башни».
По данным на 1861 год в селении числилось 18 дворов, с численностью населения в 196 человек. В 1886 году в селе числилось 29 дворов, из которых 21 были жилыми домами каменной постройки, а 7 домов турлучных (саманных).
В начале XX века село продолжало расти за счёт переселенцев из селений, расположенных выше по ущелью. Так в 1910 году в селе уже числилось 47 дворов, с общей численностью населения в 396 человек. До революции село принадлежало Дагомскому приходу и было его нижним селением.
13 октября 1922 года произошло сильное землетрясение, затронувшее территорию села Биз. Правительственная комиссия обследовавшее село в следующем году писало, что большая часть строений в селе было разрушено, а оставшаяся часть находятся в аварийном состоянии.
В 1926 году село фактически опустело из-за переселения жителей села в предгорья. По данным на 2010 год, в селе проживало 13 человек.
Фамилии (осетинские роды)
Биз является родовым селением следующих осетинских фамилий:
Бутаевы (Бутатæ), Гозюмовы, Гозымовы (Гозымтæ), Дудиевы (Дудиатæ), Касабиевы (Кæсæбитæ), Пагаевы (Пагæтæ), Тотиковы (Тотыккатæ), Урумовы (Уырымтæ), Фардзиновы, Фарзиевы (Фардзинтæ).

## Население
| 2002 | 2010 | 2021 |
| ---- | ---- | ---- |
| 14   | ↘13  | ↗17  |

## Достопримечательнсоти
Рядом с селением находятся руины средневековых таможенных ворот с аркой «Чырамад». Комплекс принадлежал роду Цахиловых и располагался в урочище Шуби на правом берегу реки Ардон. Является памятником архитектуры регионального значения с охранным статусом объекта культурного наследия.

## Топографические карты
- Лист карты K-38-29 Алагир. Масштаб: 1 : 100 000. Состояние местности на 1984 год. Издание 1988 г.